# Heimatvertriebener (Bundesvertriebenengesetz)
Als Heimatvertriebene werden nach der Legaldefinition in § 2 des Bundesvertriebenengesetzes von 1953 Vertriebene bezeichnet, die am 31. Dezember 1937 oder bereits einmal vorher ihren Wohnsitz in dem gesetzlich bestimmten Vertreibungsgebiet hatten. Darunter fallen Menschen mit deutscher Staatsangehörigkeit und Volksdeutsche, die nach dem Zweiten Weltkrieg aus den Ostgebieten, aus dem Sudetenland und aus alten Siedlungsgebieten in Ost- und Südosteuropa vertrieben wurden und bis 1993 im Geltungsbereich des Grundgesetzes der Bundesrepublik Deutschland aufgenommen wurden.

## Rechtliche Stellung in Deutschland

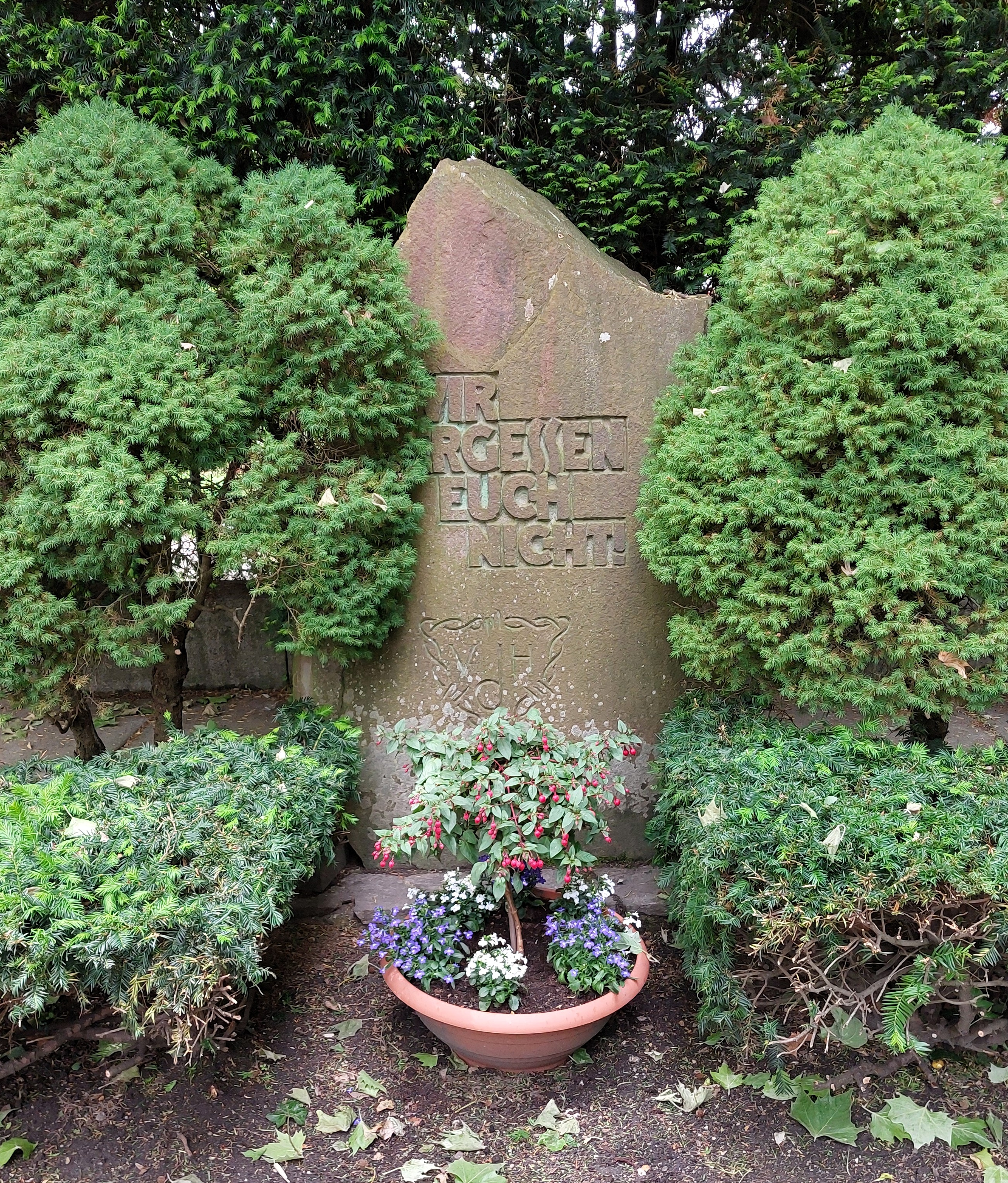
Gedenkstein des Bundes der Vertriebenen in Markt Schwaben

In den amtlichen Bevölkerungsstatistiken wurde als Heimatvertriebener gezählt, wer am 1. September 1939 in den deutschen Ostgebieten (Gebietsstand 31. Dezember 1937), im Saargebiet oder im Ausland wohnte, letztere nur mit deutscher Muttersprache. Weil die Staatsangehörigkeit volksdeutscher Vertriebener zur Zeit der Zählungen von 1946 und 1950 ein unzuverlässiges Kriterium war, wurde bei ihnen stattdessen die Muttersprache als Kriterium verwendet. Die Zuordnung für nach dem 1. September 1939 geborene Kinder wurde in der Regel nach dem Wohnsitz des Vaters getroffen (im Freistaat Bayern allerdings nach der Flüchtlingseigenschaft der Mutter).
Das Lastenausgleichsgesetz vom August 1952 unterschied nicht, wer als „Vertriebener“ gilt und welcher Vertriebene als „Heimatvertriebener“. Die Begriffsdefinition aus dem Lastenausgleichsgesetz wurde im Bundesvertriebenengesetz (BVFG) vom 19. Mai 1953 erstmals neu formuliert. Der Begriff des Heimatvertriebenen und seine Rechtsstellung wurden darin geregelt. Es enthält eine Rechtsdefinition des Begriffs „Heimatvertriebener“, deren Unterscheidungsmerkmal der Wohnsitz des Vertriebenen am 31. Dezember 1937 war. Nur wer vor 1938 bereits in den Vertreibungsgebieten wohnte, konnte nun geltend machen, aus seiner Heimat vertrieben worden zu sein.
§ 2 BVFG in der ursprünglich geltenden Fassung lautete:
- Heimatvertriebener ist ein Vertriebener, der am 31. Dezember 1937 oder bereits einmal vorher seinen Wohnsitz in dem Gebiet desjenigen Staates hatte, aus dem er vertrieben worden ist (Vertreibungsgebiet); die Gesamtheit der Gebiete, die am 1. Januar 1914 zum Deutschen Reich oder zur Österreichisch-Ungarischen Monarchie oder zu einem späteren Zeitpunkt zu Polen, zu Estland, zu Lettland oder zu Litauen gehört haben (Memelgebiet), gilt als einheitliches Vertreibungsgebiet.
- Als Heimatvertriebener gilt auch ein vertriebener Ehegatte oder nach dem 31. Dezember geborener Abkömmling, wenn der Ehegatte oder bei Abkömmlingen ein Elternteil als deutscher Staatsangehöriger oder deutscher Volkszugehöriger am 31. Dezember 1937 oder bereits einmal vorher seinen Wohnsitz im Vertreibungsgebiet gehabt hat.

Diese Definition unterscheidet sich von der des Vertriebenen in § 1 BVFG, der Personen umfasst, die ihren Wohnsitz nicht bereits am Stichtag 31. Dezember 1937 im Vertreibungsgebiet hatten.
Rechte und Vergünstigungen nach dem BVFG in seiner ursprünglichen Fassung konnten nur Heimatvertriebene in Anspruch nehmen, die im Geltungsbereich des Grundgesetzes oder in West-Berlin ihren ständigen Aufenthalt hatten, außerdem Sowjetzonenflüchtlinge.

## Ältere amtliche Terminologie
Während die 1953 erstmals eingeführten gesetzlichen Begriffe eine relativ klar umrissene juristische Bedeutung haben, die sich beispielsweise in den Flüchtlingsausweisen A, B oder C auswirkt, werden in älteren amtlichen Aktenbeständen die Begriffe „Flüchtling“ oder „Vertriebener“ meistens synonym und für alle Personen verwendet, die von Umsiedlung, Evakuierung, Flucht und Vertreibung betroffen waren. Eingeschlossen sind auch nach dem Abschluss der Vertreibungen aufgenommene Aussiedler, oft auch Evakuierte, Fremdarbeiter, Ausländer, und Displaced Persons. Während die Volkszählungen von 1946 und 1950 als Kriterium den Wohnsitz vom 1. September 1939, also bei Kriegsbeginn, verwenden, zeigt die Palette der Begriffe mit Bezeichnungen wie „Ostrückwanderer“, „Rückkehrer“ oder „Rückwanderer“, dass die Thematik von Flucht und Vertreibung im engen Zusammenhang steht mit den während des Krieges vom Deutschen Reich durchgeführten Umsiedlungen deutscher Bevölkerungsgruppen in Ost- und Südosteuropa. Im vereinfachenden Begriffspaar „Flucht und Vertreibung“, das heute meistens benutzt wird, ist die Vielfalt der Zuwanderungsgründe nicht mehr sichtbar.

## Flucht und Vertreibung

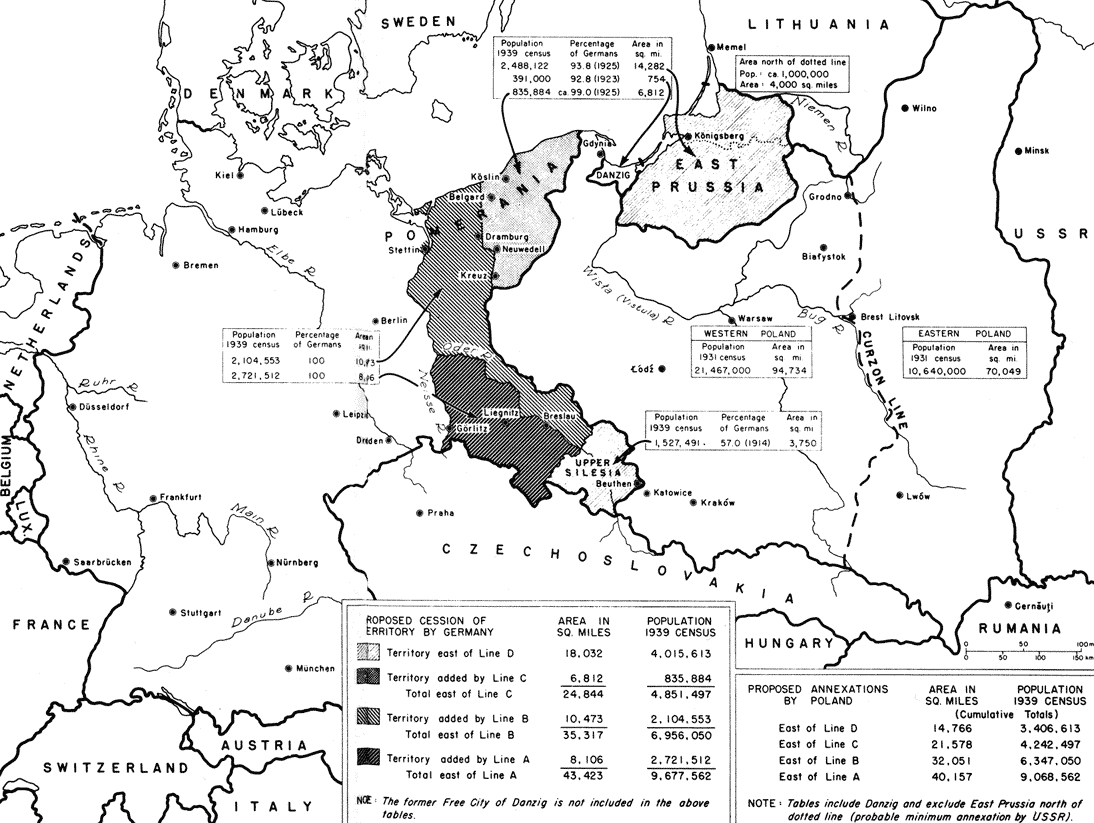
Vertreibungsgebiete im damaligen deutschen Osten

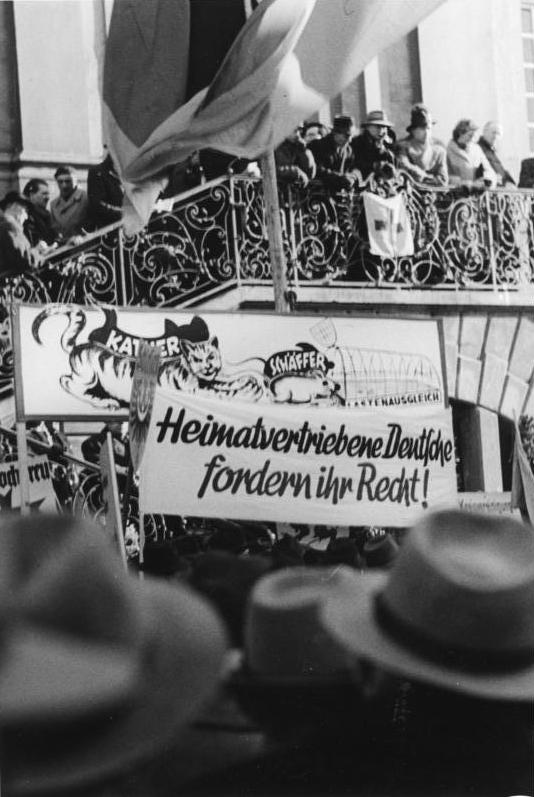
Heimatvertriebene demonstrieren gegen das beabsichtigte Lastenausgleichsgesetz. Das Transparent karikiert Linus Kather und Fritz Schäffer, Bonn (1951).

Noch vor der erzwungenen Migration der deutschen Bevölkerung aus den Gebieten östlich der Oder-Neiße-Grenze, der Tschechoslowakei, aus Ungarn und aus anderen Siedlungsgebieten in Ost-, Ostmittel- und Südosteuropa flohen am Ende des Zweiten Weltkriegs Hunderttausende in den Westen.
Ab Herbst 1944 setzten sich wachsende Flüchtlingsströme aus Ostpreußen, Pommern, Schlesien, Ostbrandenburg, seit 1945 auch aus dem annektierten Sudetenland in Bewegung. Die Flucht wurde von örtlichen deutschen Behörden angeordnet oder erfolgte aus Angst vor den Gefahren der näherrückenden Kriegsfront wie Bombardierungen oder Artilleriebeschuss. Berichte und Gerüchte über Massaker, Massenvergewaltigungen, Deportationen und Plünderungen in bereits von der Roten Armee eroberten Gebieten taten ein Übriges.
Im Oktober 1944 begannen sogenannte wilde Vertreibungen durch die ortsansässige nichtdeutsche Bevölkerung, in Gebieten mit deutschen Minderheiten wie etwa auf dem Balkan oder in der Slowakei. Neusiedler kamen an, die zuvor oft selbst vertrieben worden waren. Das Potsdamer Abkommen vom August 1945 legte schließlich fest, dass die Ausweisung der Deutschen „in ordnungsgemäßer und humaner Weise“ zu erfolgen habe. Es markiert den Zeitpunkt des offiziellen Übergangs von individueller und wilder Flucht zur organisierten und planmäßigen Vertreibung und Zwangsumsiedlung. Damalige amtliche Schätzungen gingen von 13–14 Millionen Flüchtlingen aus dem Gebiet östlich von Oder und Neiße im Zeitraum von Januar 1945 bis Juli 1946 aus.
Zwischen 1944 und 1948 mussten 11.900.000 Deutsche ihre Heimat verlassen:
| Herkunftsgebiet                      | Flüchtlinge und Vertriebene |
| ------------------------------------ | --------------------------- |
| Ostbrandenburg                       | 0.400.000                   |
| Ostpreußen                           | 1.960.000                   |
| Pommern                              | 1.430.000                   |
| Posen, Westpreußen, Danzig, Baltikum | 1.160.000                   |
| Schlesien                            | 3.200.000                   |
| Sudetenland                          | 3.000.000                   |
| Jugoslawien, Rumänien, Ungarn        | 0.760.000                   |

## Flüchtlinge und Vertriebene im Westen

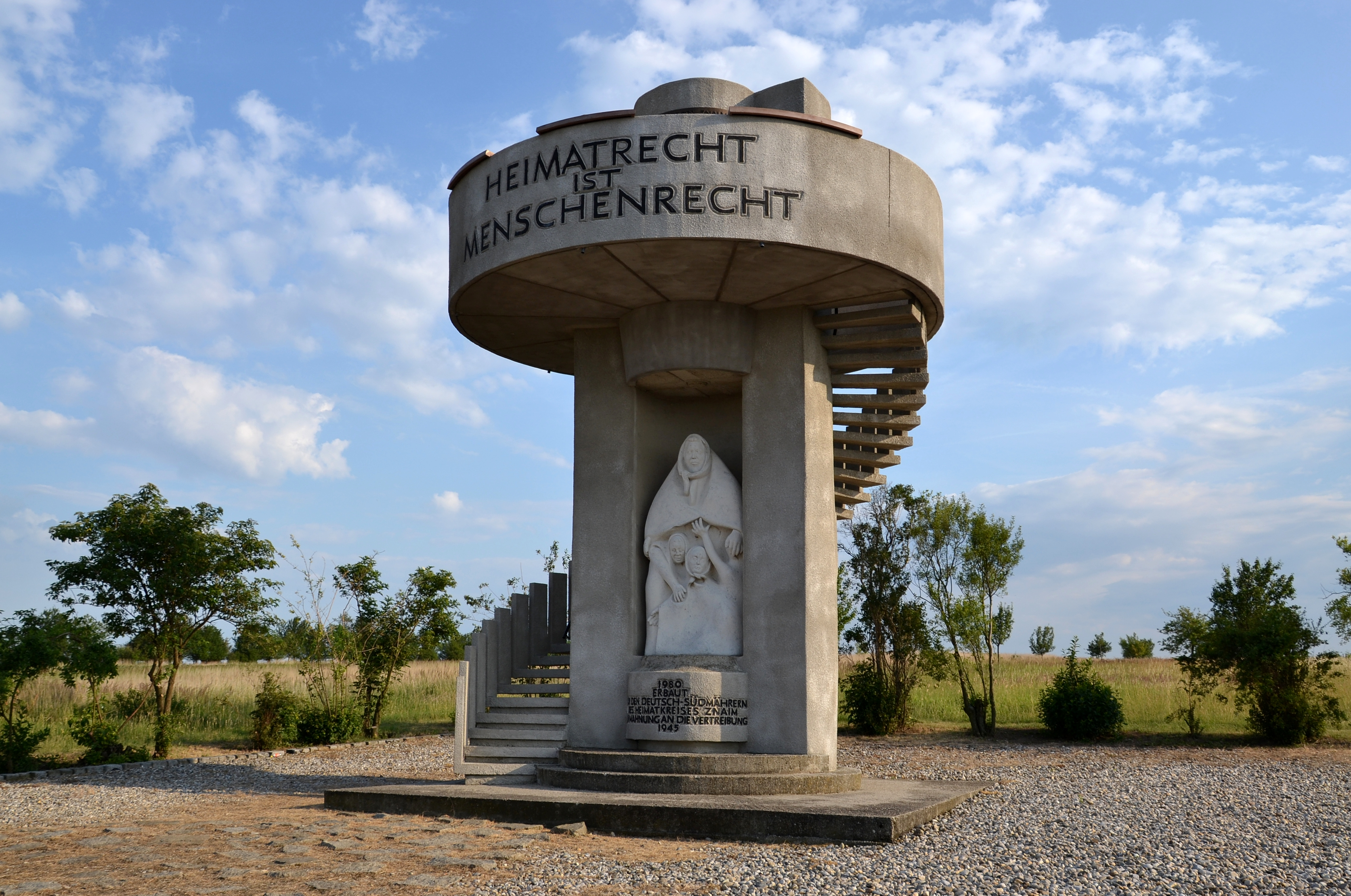
Denkmal für heimatvertriebene Südmährer – nahe Kleinhaugsdorf, heutiger Bezirk Hollabrunn (2006)

Die alliierten Planungen orientierten sich am Übereinkommen von Potsdam und sahen Aufnahmequoten für die einzelnen Besatzungszonen vor. Eingewiesen wurde vornehmlich in die britische und amerikanische Zone. Frankreich hatte an der Potsdamer Konferenz nicht teilnehmen dürfen und verweigerte die Aufnahme der organisierten Transporte in seine Zone bis 1948.
1946 verboten die Westalliierten politisch orientierte Vereinigungen der Flüchtlinge und ließen nur noch kulturelle zu. Als 1948 die Kommunisten die Herrschaft in der Tschechoslowakei übernahmen, lockerten die Westalliierten das Koalitionsverbot schrittweise, weil nun nicht mehr die Assimilierung der Flüchtlinge Priorität hatte, sondern im Ost-West-Konflikt die antikommunistische Einstellung der meisten Vertriebenen hoch im Kurs stand. Für kurze Zeit gab es in Westdeutschland ein Notparlament der Vertriebenen in eigener Regie. Der Bund der Heimatvertriebenen und Entrechteten verfolgte als Interessenvertretung wirtschaftliche und sozialpolitische Ziele und kandidierte bei Landtags- und Bundestagswahlen.
In den Landsmannschaften der Vertriebenen bildete die gemeinsame Herkunft das verbindende und tragende Element. In Deutschland wurde als Dachorganisation der Heimatvertriebenen der Bund der Vertriebenen gegründet. Er umfasst 21 Landsmannschaften, worunter die mitgliederstärksten die Sudetendeutsche Landsmannschaft und die Schlesische Landsmannschaft sind. Nach Gründung der Bundesrepublik fanden jährliche Bundestreffen der Vertriebenenverbände statt. Bekannt sind ihre großen Pfingsttreffen. In der Charta der deutschen Heimatvertriebenen von 1950 verzichteten diese auf Rache und Vergeltung.
In Österreich fanden etwa 430.000 Vertriebene Aufnahme. Hier entstand bereits im Jahr 1945 der Verband der Volksdeutschen Landsmannschaften Österreichs. Ende der 1940er Jahre stand die Entschädigung des verloren gegangenen Besitzes durch den so genannten Lastenausgleich im Vordergrund des politischen Engagements der Organisationen, in denen Flüchtlinge und Vertriebene sich zusammengeschlossen hatten. Deutschland und Österreich erließen 1952 bzw. 1956 Lastenausgleichsgesetze.

## Aufnahme in Deutschland
Aufnahme der 11.935.000 Vertriebenen in der Bundesrepublik Deutschland und DDR (1950):
| Land                   | Besatzungs- zone | Anzahl    | Anteil der          | Anteil der        |
| Land                   | Besatzungs- zone | Anzahl    | Vertriebenen (in D) | Wohn- bevölkerung |
| ---------------------- | ---------------- | --------- | ------------------- | ----------------- |
| Baden-Württemberg      | FBZ/ABZ          | 862.000   | 7,2 %               | 13,5 %            |
| Bayern                 | ABZ              | 1.937.000 | 16,2 %              | 21 %              |
| Brandenburg            | SBZ              | 581.000   | 4,9 %               | 23 %              |
| Bremen                 | ABZ              | 48.000    | 0,4 %               | 8,6 %             |
| Hamburg                | BBZ              | 116.000   | 1 %                 | 7,2 %             |
| Hessen                 | ABZ              | 721.000   | 6 %                 | 16,5 %            |
| Mecklenburg-Vorpommern | SBZ              | 981.000   | 8,2 %               | 45 %              |
| Niedersachsen          | BBZ              | 1.851.000 | 15,5 %              | 27 %              |
| Nordrhein-Westfalen    | BBZ              | 1.332.000 | 11,2 %              | 10 %              |
| Ost-Berlin             | SBZ              | ?         | ?                   | 6 %               |
| Rheinland-Pfalz        | FBZ              | 152.000   | 1,3 %               | 5 %               |
| Sachsen                | SBZ              | 781.000   | 6,5 %               | 14 %              |
| Sachsen-Anhalt         | SBZ              | 961.000   | 8,1 %               | 23 %              |
| Schleswig-Holstein     | BBZ              | 857.000   | 7,2 %               | 33 %              |
| Thüringen              | SBZ              | 607.000   | 5,1 %               | 20,5 %            |
| West-Berlin            | ABZ/FBZ/BBZ      | 148.000   | 1,2 %               | 6,9 %             |

Das sind 1950 zusammen 11.935.000, davon 3.911.000 in der DDR und 8.024.000 in der Bundesrepublik
(später als 1950 gekommene Vertriebene und SBZ/DDR-Flüchtlinge sind nicht enthalten).
Das Saarland war 1950 autonom und wirtschaftlich an Frankreich angeschlossen, es wird daher nicht aufgelistet.
Baden-Württemberg war 1950 noch nicht gegründet; die ehemaligen Länder Württemberg-Baden (ABZ), Württemberg-Hohenzollern (FBZ) und Südbaden (FBZ) gingen in ihm auf.
Die niedrigen Zahlen in den französisch besetzten Gebieten rühren daher, dass in der Französischen Besatzungszone zunächst keine Vertriebenen aufgenommen wurden; das änderte sich erst 1949 mit der Gründung der Bundesrepublik Deutschland.
Im Jahr 2021 lebten in Deutschland gemäß der Auswertung des Mikrozensus durch das Statistische Bundesamt ca. 962.000 Vertriebene des Zweiten Weltkrieges, mit einem Durchschnittsalter von 82 Jahren. Mehr als die Hälfte von ihnen wohnte in vier Bundesländern (Nordrhein-Westfalen 17 %, Bayern 14 %, Niedersachsen 13 %, Baden-Württemberg 12 %).